# Гоньи (Уругвай)
Гоньи (исп. Goñi) — населённый пункт сельского типа на юге центральной части Уругвая, в департаменте Флорида.

## География
Расположен в северо-западной части департамента, примерно в 72 км от административного центра департамента, города Флорида, и в 166 км от столицы страны, Монтевидео. Через Гоньи проходит дорога № 5.

## Население
По данным на 2011 год население составляет 246 человек
| Год  | Население |
| ---- | --------- |
| 1963 | 392       |
| 1975 | 278       |
| 1985 | 166       |
| 1996 | 212       |
| 2004 | 275       |
| 2011 | 246       |

Источник: